# 安雅·诺斯克
安雅·诺斯克（德語：Anja Noske，1986年6月10日—），德国女子赛艇运动员。她曾代表德国参加世界赛艇锦标赛，获得二枚金牌、一枚银牌和一枚铜牌。她也曾参加2012年夏季奥林匹克运动会。